# Quadrula houstonensis
Quadrula houstonensis är en musselart som först beskrevs av I. Lea 1859.  Quadrula houstonensis ingår i släktet Quadrula och familjen målarmusslor. Inga underarter finns listade i Catalogue of Life.